# 迪氏新亮麗鯛
迪氏新亮麗鯛，為輻鰭魚綱鱸形目隆頭魚亞目慈鯛科的其中一種，被IUCN列為易危保育類動物，分布於非洲馬拉噶拉西河流域，體長可達5.9公分，棲息在中底質水域，屬肉食性，以甲殼類、軟體動物等為食，生活習性不明。

## 擴展閱讀
維基物種上的相關：迪氏新亮麗鯛